# Spodoptera bipars
Spodoptera bipars är en fjärilsart som beskrevs av Walker 1857. Spodoptera bipars ingår i släktet Spodoptera och familjen nattflyn. Inga underarter finns listade i Catalogue of Life.